# Major League Soccer 1996
Major League Soccer 1996 byl 1. ročník soutěže Major League Soccer působící ve Spojených státech amerických. Základní část vyhrála Tampa Bay Mutiny, playoff vyhrálo poprvé D.C. United.

## Přehled
Původně se měl inaugurační ročník odehrát v roce 1995, různé odklady tak ale neumožnily a MLS se rozjela až v roce 1996. Do ročníku vstoupilo 10 týmů: Colorado Rapids ze státu Colorado, Columbus Crew z Ohia, San Jose Clash a Los Angeles Galaxy z Kalifornie, texaský Dallas Burn, Kansas City Wiz z Missouri, Tampa Bay Mutiny z Floridy, D.C. United z hlavního města Washington, D.C., New York/New Jersey MetroStars sídlící v New Jersey a New England Revolution z Massachusetts. Týmy byly rozděleny do dvou konferencí po pěti týmech, každý z týmů odehrál 32 zápasů, do playoff postupovaly první čtyři týmy z každé konference, které se proti sobě utkaly v semifinále konferencí (první tým se čtvrtým, druhý se třetím), vítězové se proti sobě utkali ve finále konference, ze kterého vzešel postupující do ligového finále. Playoff v konferencích se hrálo na dvě vítězná utkání, finále se hrálo jedno jediné utkání na stadionu Foxboro v Massachusetts. Týmy měly platový strop ve výši 1,2 milionů dolarů, žádný z hráčů nesměl brát více než 192 500 dolarů. Aby se podporovali američtí hráči, v každém týmu mohlo hrát pouze pět zahraničních hráčů.

## Sezona
Sezona začala 6. dubna 1996 utkáním San Jose Clash proti D.C. United. Utkání vyhrálo San Jose 1:0 gólem Erica Wynalda. Tento gól byl později vyhlášen nejlepším gólem sezony. Základní část skončila 22. září, jejím vítězem a prvním majitelem MLS Supporters' Shield se stal celek Tampa Bay Mutiny. O dva dny později začalo playoff. Vítěz základní části Tampa nestačil ve finále konference na D.C. United. D.C. ve finále hraném 20. října porazili Los Angeles Galaxy 3:2 po prodloužení zlatým gólem Eddiho Popea v 94. minutě a stali se tak prvním vítězem MLS.

## Základní část

### Západní konference
| Poř. | Tým                | Z  | V  | R | P  | VG | OG | B  |
| ---- | ------------------ | -- | -- | - | -- | -- | -- | -- |
| 1.   | Los Angeles Galaxy | 32 | 15 | 4 | 13 | 59 | 49 | 49 |
| 2.   | Dallas Burn        | 32 | 12 | 5 | 15 | 50 | 48 | 41 |
| 3.   | Kansas City Wiz    | 32 | 12 | 5 | 15 | 61 | 63 | 41 |
| 4.   | San Jose Clash     | 32 | 12 | 3 | 17 | 50 | 50 | 39 |
| 5.   | Colorado Rapids    | 32 | 9  | 2 | 21 | 44 | 59 | 29 |

|  | Postup do playoff |

### Východní konference
| Poř. | Tým                            | Z  | V  | R | P  | VG | OG | B  |
| ---- | ------------------------------ | -- | -- | - | -- | -- | -- | -- |
| 1.   | Tampa Bay Mutiny               | 32 | 19 | 1 | 12 | 66 | 51 | 58 |
| 2.   | D.C. United                    | 32 | 15 | 1 | 16 | 62 | 56 | 46 |
| 3.   | New York/New Jersey MetroStars | 32 | 12 | 3 | 17 | 45 | 47 | 39 |
| 4.   | Columbus Crew                  | 32 | 11 | 4 | 17 | 59 | 60 | 37 |
| 5.   | New England Revolution         | 32 | 9  | 6 | 17 | 43 | 56 | 33 |

|  | Postup do playoff |

### Celkové pořadí
| Poř. | Tým                            | Z  | V  | R | P  | VG | OG | B  |
| ---- | ------------------------------ | -- | -- | - | -- | -- | -- | -- |
| 1.   | Tampa Bay Mutiny               | 32 | 19 | 1 | 12 | 66 | 51 | 58 |
| 2.   | Los Angeles Galaxy             | 32 | 15 | 4 | 13 | 59 | 49 | 49 |
| 3.   | D.C. United                    | 32 | 15 | 1 | 16 | 62 | 56 | 46 |
| 4.   | Dallas Burn                    | 32 | 12 | 5 | 15 | 50 | 48 | 41 |
| 5.   | Kansas City Wiz                | 32 | 12 | 5 | 15 | 61 | 63 | 41 |
| 6.   | San Jose Clash                 | 32 | 12 | 3 | 17 | 50 | 50 | 39 |
| 7.   | New York/New Jersey MetroStars | 32 | 12 | 3 | 17 | 45 | 47 | 39 |
| 8.   | Columbus Crew                  | 32 | 11 | 4 | 17 | 59 | 60 | 37 |
| 9.   | New England Revolution         | 32 | 9  | 6 | 17 | 43 | 56 | 33 |
| 10.  | Colorado Rapids                | 32 | 9  | 2 | 21 | 44 | 59 | 29 |

|  | Postup do playoff |

## Playoff
Hráno na dva vítězné zápasy, finále pouze jeden zápas
|  | Čtvrtfinále                    | Čtvrtfinále     |                    |             | Semifinále | Semifinále |  |  | Finále | Finále |
|  | Západní konference             |                 |                    |             |            |            |  |  |        |        |
|  |                                |                 |                    |             |            |            |  |  |        |        |
|  | Los Angeles Galaxy             | 0 \| 2 \| 2     |                    |             |            |            |  |  |        |        |
|  | Los Angeles Galaxy             | 0 \| 2 \| 2     |                    |             |            |            |  |  |        |        |
|  | San Jose Clash                 | 1 \| 0 \| 0     |                    |             |            |            |  |  |        |        |
|  | San Jose Clash                 | 1 \| 0 \| 0     | Los Angeles Galaxy | 2 \| 1      |            |            |  |  |        |        |
|  |                                |                 | Los Angeles Galaxy | 2 \| 1      |            |            |  |  |        |        |
|  |                                | Kansas City Wiz | 1 \| 1             |             |            |            |  |  |        |        |
|  | Dallas Burn                    | Kansas City Wiz | 1 \| 1             | 2 \| 2 \| 2 |            |            |  |  |        |        |
|  | Dallas Burn                    |                 |                    | 2 \| 2 \| 2 |            |            |  |  |        |        |
|  | Kansas City Wiz                | 3 \| 1 \| 2     |                    |             |            |            |  |  |        |        |
|  | Kansas City Wiz                | 3 \| 1 \| 2     | Los Angeles Galaxy | 2           |            |            |  |  |        |        |
|  | Východní konference            |                 | Los Angeles Galaxy | 2           |            |            |  |  |        |        |
|  |                                | D.C. United     | 3                  |             |            |            |  |  |        |        |
|  | Tampa Bay Mutiny               | D.C. United     | 3                  | 2 \| 1 \| 4 |            |            |  |  |        |        |
|  | Tampa Bay Mutiny               |                 |                    | 2 \| 1 \| 4 |            |            |  |  |        |        |
|  | Columbus Crew                  | 0 \| 2 \| 1     |                    |             |            |            |  |  |        |        |
|  | Columbus Crew                  | 0 \| 2 \| 1     | Tampa Bay Mutiny   | 1 \| 1      |            |            |  |  |        |        |
|  |                                |                 | Tampa Bay Mutiny   | 1 \| 1      |            |            |  |  |        |        |
|  |                                | D.C. United     | 4 \| 2             |             |            |            |  |  |        |        |
|  | D.C. United                    | D.C. United     | 4 \| 2             | 2 \| 1 \| 2 |            |            |  |  |        |        |
|  | D.C. United                    |                 |                    | 2 \| 1 \| 2 |            |            |  |  |        |        |
|  | New York/New Jersey MetroStars | 2 \| 0 \| 1     |                    |             |            |            |  |  |        |        |
|  | New York/New Jersey MetroStars | 2 \| 0 \| 1     |                    |             |            |            |  |  |        |        |

### Semifinále konference

#### Los Angeles Galaxy – San Jose Clash
| 26. září 1996  |     |                    |                                                                            |
| San Jose Clash | 1:0 | Los Angeles Galaxy | Spartan Stadium, San José, Kalifornie diváci: 17 209 rozhodčí: Kevin Stott |
| Tayt Ianni 36' |     |                    | Spartan Stadium, San José, Kalifornie diváci: 17 209 rozhodčí: Kevin Stott |

| 29. září 1996                        |     |                |                                                                        |
| Los Angeles Galaxy                   | 2:0 | San Jose Clash | Rose Bowl, Pasadena, Kalifornie diváci: 27 833 rozhodčí: Joshua Patlak |
| Robin Fraser 84' Eduardo Hurtado 90' |     |                | Rose Bowl, Pasadena, Kalifornie diváci: 27 833 rozhodčí: Joshua Patlak |

| 2. října 1996                                      |     |                |                                                                         |
| Los Angeles Galaxy                                 | 2:0 | San Jose Clash | Rose Bowl, Pasadena, Kalifornie diváci: 30 231 rozhodčí: Esse Baharmast |
| Eduardo Hurtado 31' Mauricio Cienfuegos 36' (pen.) |     |                | Rose Bowl, Pasadena, Kalifornie diváci: 30 231 rozhodčí: Esse Baharmast |

- Los Angeles Galaxy vyhrálo 2:1 na zápasy a postoupilo do finále konference

#### Dallas Burn – Kansas City Wiz
| 26. září 1996                             |     |                                    |                                                                              |
| Kansas City Wiz                           | 3:2 | Dallas Burn                        | Arrowhead Stadium, Kansas City, Missouri diváci: 4 466 rozhodčí: Tim Weyland |
| Mo Johnston 16' Matt McKeon 76' Preki 89' |     | 21' Gerell Elliott 25' Chad Ashton | Arrowhead Stadium, Kansas City, Missouri diváci: 4 466 rozhodčí: Tim Weyland |

| 29. září 1996                       |     |                 |                                           |
| Dallas Burn                         | 2:1 | Kansas City Wiz | Cotton Bowl, Dallas, Texas diváci: 10 125 |
| Jason Kreis 5' Dante Washington 32' |     | 30' Preki       | Cotton Bowl, Dallas, Texas diváci: 10 125 |

| 2. října 1996                       |                |                                     |                                                               |
| Dallas Burn                         | 2:2 (pen. 2:3) | Kansas City Wiz                     | Cotton Bowl, Dallas, Texas diváci: 9 802 rozhodčí: Rich Grady |
| Hugo Sánchez 27' Gerell Elliott 66' |                | 41' Mark Chung 62' Vitalis Takawira | Cotton Bowl, Dallas, Texas diváci: 9 802 rozhodčí: Rich Grady |

- Kansas City Wiz vyhráli 2:1 na zápasy a postoupili do finále konference

#### Tampa Bay Mutiny – Columbus Crew
| 25. září 1996 |     |                       |                                                                  |
| Columbus Crew | 0:2 | Tampa Bay Mutiny      | Ohio Stadium, Columbus, Ohio diváci: 20 807 rozhodčí: Brian Hall |
|               |     | 82', 87' Roy Lassiter | Ohio Stadium, Columbus, Ohio diváci: 20 807 rozhodčí: Brian Hall |

| 28. září 1996    |     |                                 |                                                                   |
| Tampa Bay Mutiny | 1:2 | Columbus Crew                   | Tampa Stadium, Tampa, Florida diváci: 13 009 rozhodčí: Rich Grady |
| Roy Lassiter 26' |     | 1' Adrián Paz 58' Brian McBride | Tampa Stadium, Tampa, Florida diváci: 13 009 rozhodčí: Rich Grady |

| 2. října 1996                                             |     |                   |                                                                   |
| Tampa Bay Mutiny                                          | 4:1 | Columbus Crew     | Tampa Stadium, Tampa, Florida diváci: 6 871 rozhodčí: Tim Weyland |
| Roy Lassiter 41', 58' Martín Vásquez 3' Steve Pittman 55' |     | 35' Brian McBride | Tampa Stadium, Tampa, Florida diváci: 6 871 rozhodčí: Tim Weyland |

- Tampa Bay Mutiny vyhráli 2:1 na zápasy a postoupili do finále konference

#### D.C. United – New York/New Jersey MetroStars
| 24. září 1996                             |                |                                     |                                                                                     |
| New York/New Jersey MetroStars            | 2:2 (pen. 6:5) | D.C. United                         | Giants Stadium, East Rutherford, New Jersey diváci: 14 416 rozhodčí: Esse Baharmast |
| Antony de Ávila 38' Giovanni Savarese 75' |                | 24' Raúl Díaz Arce 56' Jaime Moreno | Giants Stadium, East Rutherford, New Jersey diváci: 14 416 rozhodčí: Esse Baharmast |

| 27. září 1996        |     |                                |                                                                                              |
| D.C. United          | 1:0 | New York/New Jersey MetroStars | Robert F. Kennedy Memorial Stadium, Washington, D.C. diváci: 21 442 rozhodčí: Paul Tamberino |
| Marco Etcheverry 72' |     |                                | Robert F. Kennedy Memorial Stadium, Washington, D.C. diváci: 21 442 rozhodčí: Paul Tamberino |

| 2. října 1996                                |     |                                |                                                                                          |
| D.C. United                                  | 2:1 | New York/New Jersey MetroStars | Robert F. Kennedy Memorial Stadium, Washington, D.C. diváci: 20 423 rozhodčí: Brian Hall |
| Steve Rammel 67' Marco Etcheverry 89' (pen.) |     | 86' Antony de Ávila            | Robert F. Kennedy Memorial Stadium, Washington, D.C. diváci: 20 423 rozhodčí: Brian Hall |

- D.C. United vyhráli 2:1 na zápasy a postoupili do finále konference

### Finále konference

#### Los Angeles Galaxy – Kansas City Wiz
| 10. října 1996                  |     |                 |                                                                     |
| Los Angeles Galaxy              | 2:1 | Kansas City Wiz | Rose Bowl, Pasadena, Kalifornie diváci: 25 212 rozhodčí: Brian Hall |
| Chris Armas 48' Greg Vanney 57' |     | 52' Preki       | Rose Bowl, Pasadena, Kalifornie diváci: 25 212 rozhodčí: Brian Hall |

| 13. října 1996  |                |                    |                                                                                     |
| Kansas City Wiz | 1:1 (pen. 1:3) | Los Angeles Galaxy | Arrowhead Stadium, Kansas City, Missouri diváci: 11 041 rozhodčí: Zimmermann Boulos |
| Preki 69'       |                | 76' Grag Vanney    | Arrowhead Stadium, Kansas City, Missouri diváci: 11 041 rozhodčí: Zimmermann Boulos |

- Los Angeles Galaxy zvítězili 2:0 na zápasy a postoupili do finále

#### Tampa Bay Mutiny – D.C. United
| 10. října 1996                                |     |                  |                                                                                           |
| D.C. United                                   | 4:1 | Tampa Bay Mutiny | Robert F. Kennedy Memorial Stadium, Washington, D.C. diváci: 23 566 rozhodčí: Kevin Stott |
| Raúl Díaz Arce 36', 58', 60' Steve Rammel 54' |     | 42' Roy Lassiter | Robert F. Kennedy Memorial Stadium, Washington, D.C. diváci: 23 566 rozhodčí: Kevin Stott |

| 12. října 1996    |     |                                        |                                                                  |
| Tampa Bay Mutiny  | 1:2 | D.C. United                            | Tampa Stadium, Tampa, Florida diváci: 9 339 rozhodčí: Rich Grady |
| Steve Ralston 14' |     | 49' Richie Williams 82' Raúl Díaz Arce | Tampa Stadium, Tampa, Florida diváci: 9 339 rozhodčí: Rich Grady |

- D.C. United zvítězili 2:0 na zápasy a postoupili do finále

### Finále
| 20. října 1996                     |              |                                                 |                                                                                    |
| Los Angeles Galaxy                 | 2:3 (prodl.) | D.C. United                                     | Foxboro Stadium, Foxborough, Massachusetts diváci: 34 643 rozhodčí: Esse Baharmast |
| Eduardo Hurtado 5' Chris Armas 56' |              | 72' Tony Sanneh 81' Shawn Medved 94' Eddie Pope | Foxboro Stadium, Foxborough, Massachusetts diváci: 34 643 rozhodčí: Esse Baharmast |

| Los Angeles Galaxy | D.C. United |

| GK              | 9  | Jorge Campos        |     |     |
| DF              | 19 | Arash Noamouz       | 74' |     |
| DF              | 3  | Mark Semioli        |     |     |
| DF              | 4  | Robin Fraser (C)    |     |     |
| DF              | 18 | Greg Vanney         |     |     |
| MF              | 14 | Chris Armas         |     |     |
| MF              | 5  | Jorge Salcedo       |     | 77' |
| MF              | 10 | Mauricio Cienfuegos |     |     |
| MF              | 13 | Cobi Jones          |     |     |
| FW              | 11 | Harut Karapetyan    |     | 75' |
| FW              | 29 | Eduardo Hurtado     | 41' |     |
| Náhradníci:     |    |                     |     |     |
| DF              | 20 | Curt Onalfo         |     | 77' |
| FW              | 7  | Ante Razov          |     | 75' |
| Trenér:         |    |                     |     |     |
| Lothar Osiander |    |                     |     |     |

| GK          | 2  | Mark Simpson     |     |     |
| DF          | 4  | Clint Peay       | 53' |     |
| DF          | 23 | Eddie Pope       |     |     |
| DF          | 12 | Jeff Agoos       |     |     |
| DF          | 11 | Mario Gori       |     | 70' |
| MF          | 16 | Richie Williams  |     |     |
| MF          | 19 | John Maessner    |     | 59' |
| MF          | 6  | John Harkes (C)  |     |     |
| MF          | 10 | Marco Etcheverry | 39' |     |
| FW          | 9  | Jaime Moreno     |     |     |
| FW          | 21 | Raúl Díaz Arce   |     |     |
| Náhradníci: |    |                  |     |     |
| MF          | 7  | Tony Sanneh      |     | 59' |
| MF          | 12 | Shawn Medved     |     | 70' |
| Trenér:     |    |                  |     |     |
| Bruce Arena |    |                  |     |     |

#### Vítěz
| Major League Soccer 1996 D.C. United 1. titul B: Causey, Simpson O: Agoos, Fazlagić, Gelnovatch, Imler, Lee, Peay, Pope, Vaudreuil Z: Etcheverry, Gori, Harkes, Huwiler, Kamler, Kelderman, Maessner, Marsch, Sanneh, Wescott, Williams Ú: Crawley, Díaz Arce, Medved, Moreno, Rammel, Suárez Trenér: Bruce Arena, Asistent trenéra: Bob Bradley |

## MLS All-Star Game 1996
| 14. července 1996                                     |     |                           |                                                                                  |
| MLS All-Stars East                                    | 3:2 | MLS All-Stars West        | Giants Stadium, East Rutherford, New Jersey diváci: 78 416 rozhodčí: Kevin Stott |
| Tab Ramos 14' Giovanni Savarese 69' Steve Pittman 88' |     | 33' Preki 37' Jason Kreis | Giants Stadium, East Rutherford, New Jersey diváci: 78 416 rozhodčí: Kevin Stott |

| MLS All-Stars East: |    |                   |  |     |
|                     |    |                   |  |     |
| GK                  | 1  | Tony Meola        |  | 45' |
| DF                  | 5  | Martín Vásquez    |  | 67' |
| DF                  | 12 | Jeff Agoos        |  |     |
| DF                  | 18 | Cle Kooiman       |  | 45' |
| DF                  | 22 | Alexi Lalas       |  |     |
| MF                  | 7  | Roberto Donadoni  |  | 35' |
| MF                  | 9  | Carlos Valderrama |  |     |
| MF                  | 10 | Tab Ramos         |  | 60' |
| FW                  | 11 | Roy Lassiter      |  | 42' |
| FW                  | 16 | Wélton            |  |     |
| FW                  | 20 | Brian McBride     |  |     |
| Náhradníci:         |    |                   |  |     |
| GK                  | 23 | Mark Dougherty    |  | 45' |
| DF                  | 3  | Steve Pittman     |  | 45' |
| MF                  | 8  | Marco Etcheverry  |  | 35' |
| MF                  | 15 | Doctor Khumalo    |  | 60' |
| FW                  | 17 | Giovanni Savarese |  | 42' |
| FW                  | 14 | Steve Rammel      |  | 67' |
| Trenér:             |    |                   |  |     |
| Thomas Rongen       |    |                   |  |     |

| MLS All-Stars West: |    |                     |  |     |
|                     |    |                     |  |     |
| GK                  | 9  | Jorge Campos        |  | 45' |
| DF                  | 3  | John Doyle          |  |     |
| DF                  | 4  | Robin Fraser        |  |     |
| DF                  | 6  | Dan Calichman       |  | 45' |
| MF                  | 8  | Preki               |  |     |
| MF                  | 10 | Mauricio Cienfuegos |  | 45' |
| MF                  | 12 | Cobi Jones          |  | 45' |
| MF                  | 14 | Leonel Álvarez      |  |     |
| MF                  | 15 | Jason Kreis         |  |     |
| FW                  | 11 | Eric Wynalda        |  | 45' |
| FW                  | 29 | Eduardo Hurtado     |  | 45' |
| Náhradníci:         |    |                     |  |     |
| GK                  | 1  | Mark Dodd           |  | 45' |
| DF                  | 22 | Diego Soñora        |  | 45' |
| MF                  |    | Paul Bravo          |  | 45' |
| MF                  | 7  | Mark Santel         |  | 45' |
| FW                  | 12 | Vitalis Takawira    |  | 45' |
| FW                  | 26 | Mo Johnston         |  | 45' |
| Trenér:             |    |                     |  |     |
| neznámá vlajka      |    |                     |  |     |

## Ocenění

### Hráč týdne
| #  |           | Hráč              | Klub                           |
| -- | --------- | ----------------- | ------------------------------ |
| 1  | USA       | Eric Wynalda      | San Jose Clash                 |
| 2  | USA       | Brian McBride     | Columbus Crew                  |
| 3  | USA       | Marcelo Balboa    | Colorado Rapids                |
| 4  | USA       | Bo Oshoniyi       | Columbus Crew                  |
| 5  | Venezuela | Giovanni Savarese | New York/New Jersey MetroStars |
| 6  | USA       | Brian McBride     | Columbus Crew                  |
| 7  | Mexiko    | Jorge Campos      | Los Angeles Galaxy             |
| 8  | USA       | Preki             | Kansas City Wiz                |
| 9  | USA       | John Doyle        | San Jose Clash                 |
| 10 | Ekvádor   | Eduardo Hurtado   | Los Angeles Galaxy             |
| 11 | USA       | Mark Dodd         | Dallas Burn                    |
| 12 | USA       | Mark Chung        | Kansas City Wiz                |
| 13 | USA       | Tony Meola        | New York/New Jersey MetroStars |
| 14 | Salvador  | Raúl Díaz Arce    | D.C. United                    |
| 15 | USA       | Paul Bravo        | San Jose Clash                 |
| 16 | USA       | Cobi Jones        | Los Angeles Galaxy             |
| 17 | USA       | Joe-Max Moore     | New England Revolution         |
| 18 | USA       | Tony Meola        | New York/New Jersey MetroStars |
| 19 | Uruguay   | Adrián Paz        | Columbus Crew                  |
| 20 | Bolívie   | Marco Etcheverry  | D.C. United                    |
| 21 | USA       | Brad Friedel      | Columbus Crew                  |
| 22 | USA       | Brian Maisonneuve | Columbus Crew                  |
| 23 | Kanada    | Frank Yallop      | Tampa Bay Mutiny               |
| 24 | USA       | Brad Friedel      | Columbus Crew                  |

### Hráč měsíce
| #        |          | Hráč                | Klub               |
| -------- | -------- | ------------------- | ------------------ |
| duben    | Salvador | Mauricio Cienfuegos | Los Angeles Galaxy |
| květen   | Kolumbie | Carlos Valderrama   | Tampa Bay Mutiny   |
| červen   | Ekvádor  | Eduardo Hurtado     | Los Angeles Galaxy |
| červenec | USA      | Jason Kreis         | Dallas Burn        |
| srpen    | Bolívie  | Marco Etcheverry    | D.C. United        |
| září     | USA      | Brad Friedel        | Columbus Crew      |

### Nejlepší hráči
- Nejlepší hráč:  Carlos Valderrama (Tampa Bay Mutiny)
- Král střelců:  Roy Lassiter (Tampa Bay Mutiny)
- Obránce roku:  John Doyle (San Jose Clash)
- Brankář roku:  Mark Dodd (Dallas Burn)
- Nováček roku:  Steve Ralston (Tampa Bay Mutiny)
- Trenér roku:  Thomas Rongen (Tampa Bay Mutiny)
- Gól roku:  Eric Wynalda (San Jose Clash)

#### MLS Best XI 1996
| Brankář                 | Obránci                                                                                    | Záložníci | Útočníci                                                             |
| ----------------------- | ------------------------------------------------------------------------------------------ | --- | -------------------------------------------------------------------- |
| Mark Dodd (Dallas Burn) | Leonel Álvarez (Dallas Burn) John Doyle (San Jose Clash) Robin Fraser (Los Angeles Galaxy) | Mauricio Cienfuegos (Los Angeles Galaxy) Roberto Donadoni (New York/New Jersey MetroStars) Marco Etcheverry (D.C. United) Preki (Kansas City Wiz) Carlos Valderrama (Tampa Bay Mutiny) | Eduardo Hurtado (Los Angeles Galaxy) Roy Lassiter (Tampa Bay Mutiny) |

### Nejlepší střelci
| # | Hráč              | Klub                           | Góly |
| - | ----------------- | ------------------------------ | ---- |
| 1 | Roy Lassiter      | Tampa Bay Mutiny               | 27   |
| 2 | Raúl Díaz Arce    | D.C. United                    | 23   |
| 3 | Eduardo Hurtado   | Los Angeles Galaxy             | 21   |
| 4 | Preki             | Kansas City Wiz                | 18   |
| 5 | Brian McBride     | Columbus Crew                  | 17   |
| 6 | Steve Rammel      | D.C. United                    | 14   |
| 7 | Paul Bravo        | San Jose Clash                 | 13   |
| 7 | Jason Kreis       | Dallas Burn                    | 13   |
| 7 | Giovanni Savarese | New York/New Jersey MetroStars | 13   |
| 7 | Vitalis Takawira  | Kansas City Wiz                | 13   |